# جوان توسكانو
جوان توسكانو (بالكتالونية: Joan Carles Toscano Beltrán)‏ هو لاعب كرة قدم أندوري في مركز الهجوم، ولد في 14 أغسطس 1984 في أندورا. شارك مع منتخب أندورا لكرة القدم. أما مع النوادي، فقد لعب مع نادي أندورا لكرة القدم ونادي سانتا كولوما.

## وصلات خارجية
- جوان توسكانو على موقع الاتحاد الدولي (مؤرشف)  (الإنجليزية)
- جوان توسكانو على موقع الاتحاد الأوربي (الإنجليزية)
- جوان توسكانو على موقع قاعدة بيانات كرة القدم.إي يو (الإنجليزية)
- جوان توسكانو على موقع ناشيونال فوتبول تيمز (الإنجليزية)
- جوان توسكانو على موقع Soccerway.com (الإنجليزية)